# Liste der denkmalgeschützten Objekte in Naas (Steiermark)
Die Liste der denkmalgeschützten Objekte in Naas enthält die denkmalgeschützten, unbeweglichen Objekte der Gemeinde Naas im steirischen Bezirk Weiz.

## Denkmäler
| Foto |                 | Denkmal                                                              | Standort                                         | Beschreibung | Metadaten |
| ---- | --------------- | -------------------------------------------------------------------- | ------------------------------------------------ | --- | --- |
| ja   | Datei hochladen | Burgruine Alt- bzw. Unter-Sturmberg HERIS-ID: 85259 Objekt-ID: 99449 | Sturmberg 24, südlich Standort KG: Affenthal     | Die Burg wurde ab der Mitte des 12. Jahrhunderts erbaut. Der weithin sichtbare Bergfried aus dem 14. Jahrhundert ist in Bruchsteinmauerwerk mit Eckquadern errichtet. Wohnbauten, ein Torturm und Rundturm sowie eine Wehrmauer umschlossen zwei Höfe. Seit der 2. Hälfte des 18. Jahrhunderts ist die Burg in Verfall. | BDA-Hist.: Q38184865 Status: Bescheid Stand der BDA-Liste: 2025-06-30 Name: Burgruine Alt- bzw. Unter-Sturmberg GstNr.: .3 Burgruine Alt-Sturmberg |
| BW   | Datei hochladen | Burgruine Neu- bzw. Ober-Sturmberg HERIS-ID: 85270 Objekt-ID: 99461  | Sturmberg 24, in der Nähe Standort KG: Affenthal | Von der Burg Neu-Sturmberg aus dem frühen 15. Jahrhundert ist heute nicht mehr viel Baubestand erhalten. | BDA-Hist.: Q38184915 Status: Bescheid Stand der BDA-Liste: 2025-06-30 Name: Burgruine Neu- bzw. Ober-Sturmberg GstNr.: 531                         |
| ja   | Datei hochladen | Bauernhof (Anlage) Voglhütte HERIS-ID: 85308 Objekt-ID: 99503        | Gössental 46 Standort KG: Naas                   | | BDA-Hist.: Q38184983 Status: § 2a Stand der BDA-Liste: 2025-06-30 Name: Bauernhof (Anlage) Voglhütte GstNr.: .42/4                                 |